# My Moment (álbum)
My Moment é o primeiro extended play (EP) de Rebecca Black, com estréia marcada para 2012. É constituído de cinco canções e será lançado através da RB Records.

## Informações
Rebecca Black está planejando lançar seu álbum de estréia oficial, que segundo ela irá incluir "um monte de diferentes tipos de coisas." Ele está sendo gravado em um estúdio pertencente ao produtor musical Charlton Pettus. Em uma entrevista com o The Sun, Black disse que as músicas serão "adequadas e limpas".

## Faixas
| N.º | Título                 | Compositor(es)                    | Produtor(es)                      | Duração |  |
| 1.  | "Person of Interest"   | Quinton Tolbert, Brandon Hamilton | Brandon Hamilton, Quinton Tolbert | 3:38    |  |
| 2.  | "Friday (Nova Versão)" | Clarence Jey, Patrice Wilson      | Charlton Pettus                   | 3:47    |  |
| 3.  | "I Believe"            | Gray Biancaniello, Sam Watters    | Pettus, Hamilton                  | 3:32    |  |
| 4.  | "My Moment"            | Hamilton, Tolbert                 | Pettus, Tolbert, Hamilton         | 3:25    |  |
| 5.  | "Sing It"              | Hamilton                          | Pettus, Tolbert                   | 2:48    |  |